# NGC 570
NGC 570 este o galaxie spirală barată situată în constelația Balena. A fost descoperită în 31 octombrie 1867 de către George Mary Searle.